# Odi et Amo
Odi et Amo ist ein Oratorium für Knabenchor, Solisten und Rockband, das der lettische Komponist Uģis Prauliņš Ende der 1990er Jahre komponierte, und das 1999 in Riga uraufgeführt wurde. 2017 brachte der Komponist unter dem Titel Odi et Amo 2.0. eine zweite erweiterte Fassung heraus, die mit den Chorknaben Uetersen 2017 in Tornesch uraufgeführt wurde.
Der Titel (lat. Odi et amo „ich hasse und ich liebe“) und der erste Liedtext stammt aus den Carmina des römischen Dichters Catull.
Ergänzt wird das Libretto u. a. mit Texten aus der Bibel in der Fassung der Vulgata, von Thomas von Kempen, Thomas von Aquin und Fulbert von Chartres.

## Lieder
| Lied Nr. | Titel                   | Eigenschaften |
| -------- | ----------------------- | --- |
| 1        | Odi et Amo              | Das erste Lied des Oratoriums ist zugleich sein Titelgeber. Der Chor singt a cappella. |
| 2        | Fiat Lux                | Fiat lux („es werde Licht“), Text aus: Gen 1 . Dieses Lied hat die Charakteristik, dass sich das Thema über die Dauer des Liedes mehrfach stark ändert. Die ersten 16 Takte sollen gregorianisch klingen, was durch einstimmiges schnelles Singen erzielt wird. Ab Takt 25 wird das Thema unnatürlich und fast außerirdisch durch einen Synthesizer und abgehacktes Singen in den Knabenstimmen. Ab Takt 44 wird die Melodie und Töne fröhlich. Diese Stimmung bleibt bis zum Ende bestehen, wo der Synthesizer über diese Melodie die Melodie der anderen Themen legt. |
| 3        | Eden                    | Gen 2 In diesem Lied singt der Chor fast gar nichts, außer 12 lange bis sehr lange Töne, die wie das Thema traurige Akkorde bilden. Hauptbestandteile sind das Cembalo und die Flöte, die die Harmonie des Garten Edens darstellen sollen. |
| 4        | Quare Fremuerunt Gentes | Ps 2 . Dieses Lied ist das, in dem Rockteil des Oratorium am meisten zum Ausdruck kommt. Von Takt 8 bis Takt 53 rappen die Chorknaben nur, was sehr ungewöhnlich ist für einen Chor. Der Rest besteht aus den Worten „Quare fremuerunt gentes, et populi meditati sunt inania?“, was sich mit „Warum toben die Heiden, warum machen die Nationen vergebliche Pläne?“ übersetzen lässt. Charakteristisch für dieses sind die sehr an Rock angelegten Passagen. |
| 5        | O Beata Trinitas        | O beata trinitas („O gesegnete Dreifaltigkeit“) geht zurück auf den Text einer Motette von Jacobus Gallus. Das fünfte Lied ist der starke Kontrast zum vierten: Es geht um die Dreieinigkeit Gottes. Das Thema ist ruhig und hoch. Unter den Sängern ist es durch das hohe Fis sowie das Singen vom Komponisten selber bekannt. Nach einer Einleitung durch die Knabenstimmen singen alle Chorknaben lange Dreiklänge. Dann kommt ein Unisolo-Teil und das Solo vom Komponisten. Nach dem wiederholten Singen vom Anfang singen die Knabenstimmen den Ausklang.         |
| 6        | Rorando Coeli           | Rorando coeli (in etwa: „durch Tauen mögen die Himmel herabfließen“), Zitat aus einem Text von Jan Campanus Vodňanský (1572 – 1622). Dieses Lied hat eine ähnliche Struktur wie Fiat Lux; es fängt sehr unheimlich an, hat lange und zyklische Melodien und endet in harmonischen Dreiklängen. Charakteristisch für dieses Lied ist die schnelle Stelle ab Takt 37, in der der Tenor mit den Knabenstimmen singt. |
| 7        | Ad Dianam               | Ad Dianam („an Diana“) zitiert ein Gedicht von Thomas Campion und ist ein Loblied auf die Göttin Diana. Das Thema sind die Akkorde, die die Veni-Rufe des Chors erzeugen. Außerdem ist dieses Lied das andere, in dem Uģis Prauliņš selbst singt. Sonst ist das Lied langsam und getragen. |
| 8        | Ave Color Vini Clari    | Ave color vini clari („Sei gegrüßt, Farbe des klaren Weines“) zitiert ein Trinklied von Juan Ponce (um 1476–1521). Dieses Lied ist sehr fröhlich ausgelegt und hat keine Stelle, in der der Text aller Stimmen nicht übereinstimmt. Quinten und Oktaven sind auch sehr oft vertreten. Nach der Bridge kommen außerdem die aufbauenden Ave-Rufe zum Ausdruck. In den Noten steht zwar ein Intro, das acht Takte lang ist, es weder aber weder in der Aufnahme in Tornesch, in der Aufnahme aus Riga noch in Odi et Amo 2.0 gesungen.                                     |
| 9        | Qui Creavit Coelum      | Qui creavit coelum („der den Himmel schuf“), ein Lied der Nonnen von St. Mary of Chester, gilt als eins der ältesten englischen Weihnachtslieder. Dieses Lied ist sehr mittelalterlich ausgelegt. Die Melodie klingt alt und die Instrumente sollen auch teilweise die Instrumente von damals darstellen. Außerdem ist es das einzige Lied, in dem es mehr als 3 Strophen gibt, die auch noch genau die gleiche Melodie wenn auch nicht die gleiche Besetzung haben. |
| 10       | Pange Lingua            | Mit Pange lingua beginnt ein Hymnus, der Thomas von Aquin zugeschrieben wird. Der Charakter dieses Liedes ist mysteriös. Der Charakter geht von den Triolisch-Gregorianischem Gesang aus. Das wiederkehrende Thema pangue Lingua" spricht über die Teilung des Brots Christi. |
| 11       | Chorus Novae Ierusalem  | Chorus novae jerusalem („Chor des Neuen Jerusalem“) ist ein Hymnus von Fulbert von Chartres. Gesungen wurde er während der Vesper an Sonntagen der Osterzeit und der Oktav von Ostern. Das Motiv des Liedes sind lange Töne im Chor, über die mehrere Soprani die Melodie singen. |
| 12       | Ave maris stella        | Ave maris stella („Sei gegrüßt du Meeresstern“) ist ein Hymnus, der im Stundengebet zur Vesper an Marienfesten gesungen wird. Er wurde von Ugis Praulinš an den Rock angelehnt komponiert. Die Melodie gesungen vom Sopran hat eine wiederkehrende Charakteristik. |
| 13       | Libera me               | Libera me, Domine, de morte æterna („Befreie mich, Herr, von dem ewigen Tod“) – ein Responsorium im Totenoffizium der katholischen Kirche – trägt den Zusatz „in memoriam Imants Prauliņš (1924–94)“. |

## Aufnahmen
- Ugis Praulinš: Odi et Amo. Riga Dome Boys Choir, Leitung Martins Klisans. Armands Alksnis und  Arnolds Kārklis, Gitarre. UPE Records 1999.
- Ugis Praulinš: Odi et Amo 2.0. Chorknaben Uetersen unter der Leitung von Hans-Joachim Lustig, Ugis Praulinš (Gesang, Keyboard), Anna-Maria Hefele (Obertongesang), Yared Dibaba (Rap), Stefan Kuchel (Saxophon, Flöte) und Indra Tedjasukmana (Beatboxing). Rondeau Production 2018.[8]